# Dřenice
Dřenice är en ort i Tjeckien.   Den ligger i regionen Pardubice, i den centrala delen av landet, 100 km öster om huvudstaden Prag. Dřenice ligger 240 meter över havet och antalet invånare är 310.
Terrängen runt Dřenice är huvudsakligen platt, men söderut är den kuperad. Terrängen runt Dřenice sluttar norrut.Runt Dřenice är det tätbefolkat, med 427 invånare per kvadratkilometer. Närmaste större samhälle är Pardubice, 6,8 km norr om Dřenice. Trakten runt Dřenice består till största delen av jordbruksmark.